# Der Deutscher Hof
Der Deutsche Hof var et hotel i centrum af Nürnberg. Hotellet er bedst kendt som Hitlers indkvartingssted under Reichsparteitag i byen.
Der Deutsche Hof blev bygget i 1913 og var placeret i nærheden af byens jernbanestation. Hotellet blev Hitlers favoritsted når han besøgte Nürnberg. Efter magtovertagelsen i 1933 blev ejeren tvunget til at sælge hotellet til det nationalsocialistiske parti NSDAP.
Frem til 1936 boede Hitler i et stort rum på anden sal og han kunne følge paraderne fra hotelvinduet. I 1936 blev rummet tilbygget med en 'Fører-balkon'.
Hotellet blev delvis ødelagt under de allieredes bombardement af Nürnberg, men blev efter krigens afslutning genopbygget.
Der Deutsche Hof var hotel indtil 2005. I dag står lokalerne ubenyttet hen.

## Links
- http://www.bauzeugen.de/parteibauten.html Arkiveret 20. oktober 2011 hos  Wayback Machine

|  | Denne artikel kan blive bedre, hvis der indsættes geografiske koordinater Denne artikel omhandler et emne, som har en geografisk lokation. Du kan hjælpe ved at indsætte koordinater i wikidata. |